# Myrmelachista flavida
Myrmelachista flavida är en myrart som beskrevs av Wheeler 1934. Myrmelachista flavida ingår i släktet Myrmelachista och familjen myror. Inga underarter finns listade i Catalogue of Life.